# أحمد التمار
أحمد التمار ممثل ومخرج مسرحي كويتي.

## أعماله

### في التليفزيون
- (2010): أيام الفرج
- (2012): واي فاي
- (2015): الليوان
- (2016): اللي ماله أول
- (2017): الحالمون
- (2018): بايت نايت
- (2019): 25 دقيقة

### في المسرح
- (2007): حدث في جمهورية الموز
- (2009): تاتانيا
- (2011): المكيد
- (2012): وبعدين
- (2013): الطار مقلوب
- (2014): أوتوقراطيا
- (2014): عودة التجنيد
- (2014): قصر الساعات
- (2015): الطمبور
- (2016): البيدار
- (2017): فانتازيا
- (2017): أبو لمبة عروض العيد
- (2018): الشاعر مصقول
- (2018): هلا بالخميس
- (2018): أحلام الشوارع
- (2018): عايش وشايش
- (2019): ميعاد